# Ahmed Diomandé
Ahmed Diomandé (15 dicembre 2002) è un calciatore maliano, difensore del Valenciennes e della nazionale maliana.

## Carriera

### Club
Diomandé è cresciuto nell'Afrique Football Élite, giocando in prima squadra dal 2022 al 2024, anno del suo passaggio all'Ittifaq Marrakech.
Nell'estate del 2024 si trasferisce al Valenciennes, club della terza divisione francese.

### Nazionale
Ha giocato nella nazionale maliana Under-23.
Ha debuttato con la nazionale maggiore il 24 gennaio 2023 nell'incontro del Campionato delle nazioni africane perso 1-0 contro la Mauritania.
Nel 2024 è stato convocato dalla nazionale olimpica per partecipare ai Giochi della XXXIII Olimpiade.

## Statistiche

### Cronologia presenze e reti in nazionale
| Cronologia completa delle presenze e delle reti in nazionale ― Mali | Cronologia completa delle presenze e delle reti in nazionale ― Mali | Cronologia completa delle presenze e delle reti in nazionale ― Mali | Cronologia completa delle presenze e delle reti in nazionale ― Mali | Cronologia completa delle presenze e delle reti in nazionale ― Mali | Cronologia completa delle presenze e delle reti in nazionale ― Mali | Cronologia completa delle presenze e delle reti in nazionale ― Mali | Cronologia completa delle presenze e delle reti in nazionale ― Mali |
| Data                                                                | Città                                                               | In casa                                                             | Risultato                                                           | Ospiti                                                              | Competizione                                                        | Reti                                                                | Note                                                                |
| ------------------------------------------------------------------- | ------------------------------------------------------------------- | ------------------------------------------------------------------- | ------------------------------------------------------------------- | ------------------------------------------------------------------- | ------------------------------------------------------------------- | ------------------------------------------------------------------- | ------------------------------------------------------------------- |
| 24-1-2024                                                           | Orano                                                               | Mauritania                                                          | 1 – 0                                                               | Mali                                                                | CHAN 2022 - 1º turno                                                | -                                                                   | 88’                                                                 |
| Totale                                                              |                                                                     | Presenze                                                            | 1                                                                   |                                                                     | Reti                                                                | 0                                                                   |                                                                     |